# Semiothisa fuscataria
Semiothisa fuscataria är en fjärilsart som beskrevs av Heinrich Benno Möschler 1887. Semiothisa fuscataria ingår i släktet Semiothisa och familjen mätare. Inga underarter finns listade i Catalogue of Life.